# Marqué au fer
Pour plus de détails, voir Fiche technique et Distribution.
Marqué au fer (Branded) est un film américain réalisé par Rudolph Maté, sorti en 1950.

## Synopsis
Depuis vingt-cinq ans, le fils d'un riche éleveur de bétail, Lavery (Charles Bickford), a été enlevé. Or voici qu'apparaît Choya (Alan Ladd), un cow-boy qui accidentellement, mais volontairement en réalité car c'est un escroc envoyé par T. Jefferson Leffingwell (Robert Keith) pour s'approprier le domaine des Lavery, laisse voir à son patron un tatouage qui atteste qu'il est leur fils disparu. Ne demandant qu'à croire qu'ils ont retrouvé leur garçon enlevé, maintenant adulte, ils l'accueillent à bras ouverts et Choya trouve dans cette famille ce qu'il n'a jamais connu: la reconnaissance, l'affection d'autant plus qu'il tombe amoureux de leur fille (Mona Freeman). Cela complique beaucoup la situation car il doit gérer ses sentiments envers Ruth pour jouer le rôle du frère tout en subissant les pressions de Leffingwell qui enrage. Dégoûté et peut être dépassé par les rôles qu'il doit tenir, lors d'un convoyage de bétail à El Paso, il révèle sa véritable identité à Ruth. La jeune fille est furieuse et ses parents sont effondrés.
Pour se racheter d'avoir causé tant de peine, pour mériter la réciprocité des sentiments de celle qu'il aime, il décide de ramener le vrai fils à sa famille. Ce n'est pas facile car l'enfant enlevé, est devenu un homme de trente ans, Tonio, qui vit au Mexique chez quelqu'un d'assez redoutable qui n'est pas décidé à le laisser partir. Enfin Choya traverse le Rio Grande.

## Fiche technique
- Titre : Marqué au fer
- Titre original : Branded
- Réalisation : Rudolph Maté
- Assistant réalisateur : Herbert Coleman, Charles C. Coleman et Oscar Rudolph (ces deux derniers non crédités)
- Scénario : Sydney Boehm et Cyril Hume, d'après le roman Montana Rides de Max Brand[1]
- Directeur de rédaction : Doane Harrison
- Directeur du script : Harry F. Hogan
- Directeur de la photographie : Charles Lang
- Opérateur de prise de vues : Guy Bennett
- Machiniste : Ed Crowder
- Chef électricien : Pat Drew
- Photographe de plateau : Don English
- Son : John Cope, Harry Lingdron
- Direction artistique : Roland Anderson, Hans Dreier
- Conseiller en technicolor : Monroe N. Burbank
- Décors : Sam Comer, Ray Moyer
- Costumes : Edith Head
- Montage : Doane Harrison et Alma Macrorie (non créditée)
- Maquillage : Wally Westmore, Glen Alden, Nelly Manley, Leonore Weaver, William Woods
- Musique : Roy Webb
- Orchestrateurs : George Parrish, Van Cleave
- Producteur : Mel Epstein
- Directeurs de production : Hugh Brown, Andrew J. Durkus
- Société de production : Paramount Pictures
- Pays d'origine : États-Unis
- Date de sortie : novembre 1950 aux États-Unis
- Format : couleurs (technicolor) - 35 mm (sphérical) - 1,37:1 - son mono -
- Genre : Western
- Durée : 95 minutes

## Distribution
- Alan Ladd  (V.F : Maurice Dorleac) : Choya
- Mona Freeman  (V.F : Micheline Cevennes) : Ruth Lavery
- Charles Bickford (V.F : Pierre Morin)  : Mr Lavery
- Peter Hansen  (V.F : Roger Rudel) : Tonio
- Selena Royle (V.F : Helene Tossy)  : Mme. Lavery
- Carl Andre : (cascadeur)
- Salvator Baguez : Roberto
- John Berkes : Tattoo
- Dick Botiller
- John Butler : Spig
- Joseph Calleia : Rubriz
- Edward Clark : Dad Travis
- Carlos Conde
- James Cornell
- Joe Dominguez
- Jimmie Dundee : Link (cascadeur)
- Sam Finn
- Martin Garralaga : Hernandez
- Ralph Gomez
- Len Hendry
- Jerry James
- Robert Keith : T. Jefferson Leffingwell
- Bob Kortman : Hank
- Pat Lane : Jake (cascadeur)
- George J. Lewis : Andy
- Frank McCarroll
- Julia Montoya : l'épouse de Joe
- Edward Peil Sr. : Tully
- Pépito Pérez
- Jack Roberts
- Russel Saunders : (cascadeur)
- Olan Soule : un employé de banque
- Milburn Stone : Dawson
- Tom Tully : Ransom
- Felipe Turich
- Natividad Vacio
- Guz Zanette

## Autour du film
Les extérieurs ont été tournés aux États-Unis : en Arizona et à Kanab Canyon dans l'Utah.